# Walter C. Miller
Pour les articles homonymes, voir Walter Miller et Miller.
Walter Corwin Miller, né le 15 mars 1926 à New York et mort le 13 novembre 2020 à Los Angeles est un réalisateur et producteur américain.

## Filmographie
Réalisateur
- 1967 : The Belle of 14th Street (TV)
- 1968 : Comedy Is King (TV)
- 1971 : All in the Family (série télévisée)
- 1973 : You're a Good Man, Charlie Brown (TV)
- 1973 : The Borrowers (TV)
- 1975 : Como Country: Perry and His Nashville Friends (TV)
- 1975 : Far Out Space Nuts (série télévisée)
- 1975 : The Lost Saucer (série télévisée)
- 1976 : Electra Woman and Dyna Girl (série télévisée)
- 1976 : The Fun Factory (série télévisée)
- 1976 : World of Magic (TV)
- 1977 : World of Magic (TV)
- 1979 : When the West Was Fun: A Western Reunion (TV)
- 1979 : Hanging In (série télévisée)
- 1980 : The 32nd Annual Primetime Emmy Awards (TV)
- 1980 : Steve Martin: All Commercials (TV)
- 1981 : The Grammy Hall of Fame (TV)
- 1982 : Fame ("Fame") (série télévisée)
- 1982 : Magic with the Stars (TV)
- 1983 : 17th Annual Country Music Association Awards (TV)
- 1984 : Circus of the Stars #9 (TV)
- 1985 : The 27th Annual Grammy Awards (TV)
- 1985 : A Steven Wright Special (TV)
- 1986 : Rodney Dangerfield: It's Not Easy Bein' Me (TV)
- 1986 : The 28th Annual Grammy Awards (TV)
- 1986 : The Young Comedians All-Star Reunion (TV)
- 1986 : Liberty Weekend (TV)
- 1987 : The 13th Annual People's Choice Awards (TV)
- 1988 : An All-Star Toast to the Improv (vidéo)
- 1988 : Irving Berlin's 100th Birthday Celebration (TV)
- 1988 : The 42nd Annual Tony Awards (TV)
- 1988 : Nothin' Goes Right (vidéo)
- 1988 : It's the Girl in the Red Truck, Charlie Brown (TV)
- 1988 : 22nd Annual Country Music Association Awards (TV)
- 1990 : The 44th Annual Tony Awards (TV)
- 1990 : Grammy Legends (TV)
- 1991 : The 33rd Annual Grammy Awards (TV)
- 1992 : Comic Relief V (TV)
- 1992 : The 46th Annual Tony Awards (TV)
- 1992 : The 34th Annual Grammy Awards (TV)
- 1992 : 26th Annual Country Music Association Awards (TV)
- 1993 : The 47th Annual Tony Awards (TV)
- 1993 : 27th Annual Country Music Association Awards (TV)
- 1994 : 28th Annual Country Music Association Awards (TV)
- 1995 : The 49th Annual Tony Awards (TV)
- 1995 : 29th Annual Country Music Association Awards (TV)
- 1996 : The 50th Annual Tony Awards (TV)
- 1996 : 30th Annual Country Music Association Awards (TV)
- 1997 : The 39th Annual Grammy Awards (TV)
- 1998 : The 40th Annual Grammy Awards (TV)
- 1998 : Comic Relief VIII (TV)
- 1999 : The 41st Annual Grammy Awards (TV)
- 1999 : 33rd Annual Country Music Association Awards (TV)
- 2000 : Here's to You, Charlie Brown: 50 Great Years (TV)
- 2001 : The 43rd Annual Grammy Awards (TV)
- 2002 : 3rd Annual Latin Grammy Awards (TV)
- 2003 : The 4th Annual Latin Grammy Awards (TV)
- 2003 : The 45th Annual Grammy Awards (TV)
- 2004 : The 46th Annual Grammy Awards (TV)
- 2004 : The 5th Annual Latin Grammy Awards (TV)
- 2004 : 38th Annual Country Music Association Awards (TV)
- 2005 : The 47th Annual Grammy Awards (TV)
- 2006 : The 48th Annual Grammy Awards (TV)

Producteur
- 1976 : World of Magic (TV)
- 1977 : World of Magic (TV)
- 1990 : Grammy Legends (TV)
- 1991 : The 33rd Annual Grammy Awards (TV)
- 1993 : The 47th Annual Tony Awards (TV)
- 1996 : The 50th Annual Tony Awards (TV)
- 1997 : The 39th Annual Grammy Awards (TV)
- 1997 : The 51st Annual Tony Awards (TV)
- 1998 : The 52nd Annual Tony Awards (TV)
- 1999 : The 53rd Annual Tony Awards (TV)
- 2000 : Here's to You, Charlie Brown: 50 Great Years (TV)
- 2000 : The 54th Annual Tony Awards (TV)
- 2003 : The 45th Annual Grammy Awards (TV)
- 2004 : The 30th Annual People's Choice Awards (TV)
- 2004 : The 46th Annual Grammy Awards (TV)
- 2005 : The 47th Annual Grammy Awards (TV)
- 2006 : The 48th Annual Grammy Awards (TV)

Acteur
- 1991 : For the Boys de Mark Rydell : T.V. Director, Awards T.V. Show